# هارون غولدبرغ (عالم نبات)
هارون غولدبرغ (بالإنجليزية: Aaron Goldberg)‏ هو عالم نبات أمريكي، ولد في 4 نوفمبر 1917 في بروكلين في الولايات المتحدة، وتوفي في ديسمبر 2014 في مقاطعة مونتغومري في الولايات المتحدة.